# Gouda (Sudafrica)
Gouda è un centro abitato sudafricano situato nella municipalità distrettuale di Cape Winelands nella provincia del Capo Occidentale.

## Geografia fisica
Il centro sorge a circa 38 chilometri a sud di Porterville, 14 a est di Tulbagh e 61 a nord-ovest di Worcester.